# 루이 암스트롱 뉴올리언스 국제공항
루이 암스트롱 뉴올리언스 국제공항(영어: Louis Armstrong New Orleans International Airport, IATA: MSY, ICAO: KMSY, FAA LID: MSY)은 미국 루이지애나주 케너에 있는 국제공항으로, 뉴올리언스 다운타운에서 서쪽으로 11마일 떨어진 곳에 위치한다.
뉴올리언스 수도권에서 항공 교통 관문 역할을 하고 있다. 제2차 세계 대전 후 1946년에 개항한 뉴올리언스 시내의 레이크프런트 공항을 대신하여 지역의 주요 공항이 되었다.
개항 당시 공항의 이름은 이 땅에서 사고사한 비행사 존 모아상의 이름을 따서 모아상 비행장(Moisant Field)이라고 명명되었다. 2001년 8월 뉴올리언스 출신의 저명한 아프리카계 미국인 재즈 음악가 루이 암스트롱의 탄생 100주년을 기념하여 현재의 이름으로 개명되었다.
이 공항은 뉴올리언스가 소유하고 있지만 뉴올리언스 시내가 아닌 교외 도시인 케너에 위치한다.

## 운항 노선

### 여객 노선
| 항공사                 | 도착지         |
| ---------------------- | -------------- |
| 알래스카 항공          | 시애틀(터코마) |
| 에어 캐나다 익스프레스 | 토론토(피어슨) |